# Protorhabditis minuta
Protorhabditis minuta är en rundmaskart. Protorhabditis minuta ingår i släktet Protorhabditis och familjen Rhabditidae. Inga underarter finns listade i Catalogue of Life.